# هایک آزاتیان
هایک ناهاپتی آزاتیان (ارمنی: Հայկ Նահապետի Ազատյան؛ زادهٔ ۲۵ سپتامبر ۱۸۸۱ - درگذشته ۱۳ نوامبر ۱۹۳۷) یک سیاستمدار استاد اهل ارمنستان که از تاریخ ۳ ژانویه ۱۹۲۲ تا تاریخ ۲۵ فوریه ۱۹۲۲ سمت شهردار ایروان را برعهده داشت.

## زندگی‌نامه
در ۲۵ سپتامبر ۱۸۸۱ در آلکساندراپول به دنیا آمد و از دانشگاه برلین (۱۹۰۵) فارغ‌التحصیل شد. وی در پایکار مشغول به فعالی بود و عضو فرهنگستان ملی علوم ارمنستان بود.  وی در ۱۳ نوامبر ۱۹۶۴ در سن ۵۶ سالگی در تفلیس یا قاهره درگذشت و در ایروان به خاک سپرده شد..

## نگارخانه

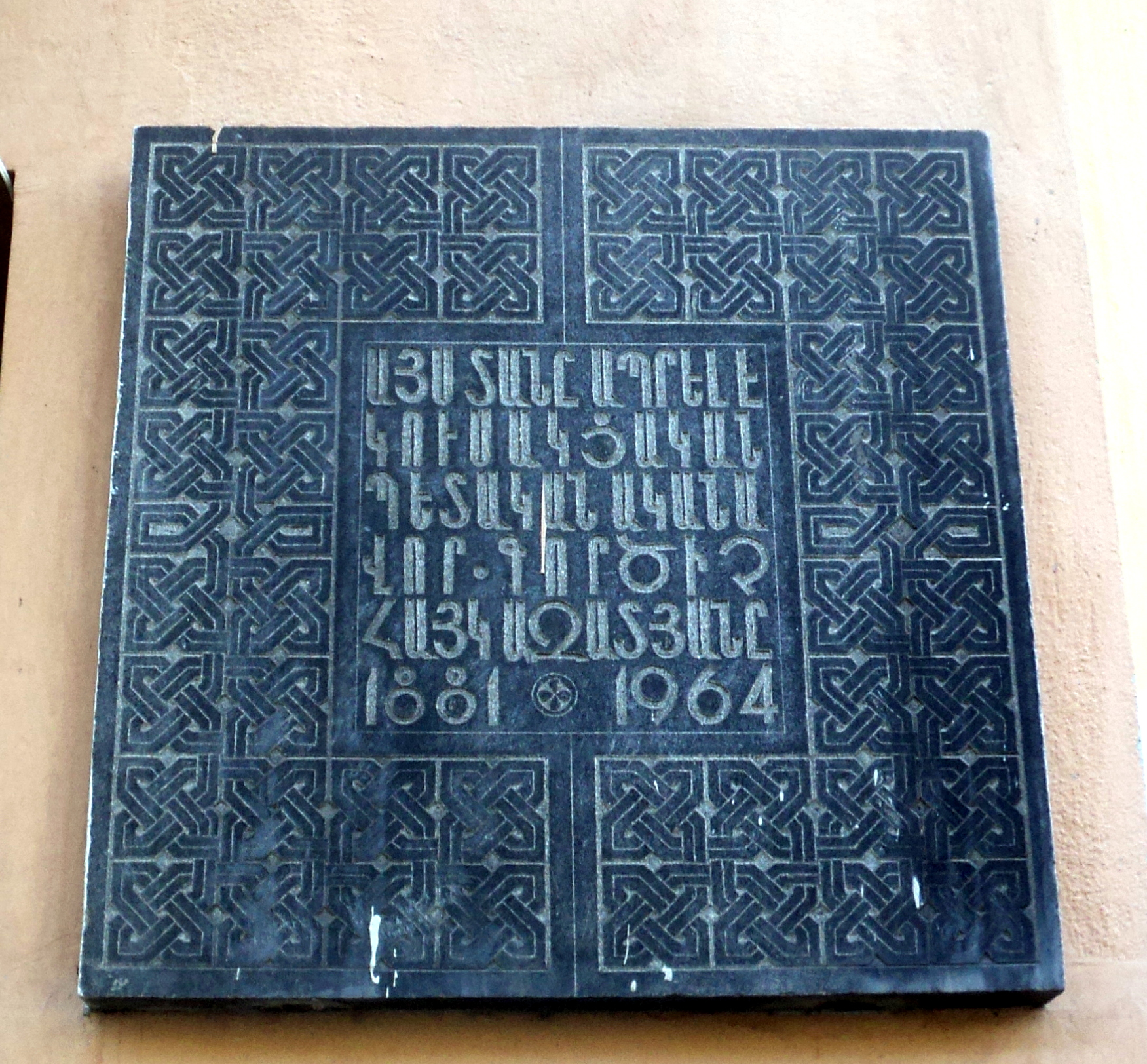